# Стари Арбат
Стари Арбат (рус. Старый Арбат) представља велику пјешачку зону у једном од најстаријих дијелова Москве, у Русији. Улица је настала у 14. или 15. вијеку.
Смјештена је између Арбатског и Смоленског платоа у Централном административном округу града Москве, на територији рејона Арбата. У Старом Арбату је смјештен нит знаменитости, као што је позориште Вахтангов за које су везани неки руски умјетници попут Пушкина и Окуџаве и зид помена руској рок звијезди Виктору Цоју, као и бројна здања новог архитектонског стила.
Стари Арбат се разликује од Новог Арбата, који се налази близу и који је изграђен 1960их година под именом Авенија Каљињин и која се протеже поред низа нових небодера од стакла, челика и камена.

## Поријекло имена
Арбат је риједак московски топоним чије поријекло због старости улице није засигурно утврђено. Први пут се среће у љетопису из 1493. године, при опису великог пожара у Москви. Слиједе најшире прихваћене верзије поријекла имена ове улице:
- из арапске ријечи „арбад“ (или „рабад“) — предграђе; засигурно се зна да је Арбат у прошлости припадао предграђу
- из руске ријечи „горбат“ — грбав; улица има неколико неравнина, због свеукупног неравног терена на којем се налази; вјероватност ове верзије је сумњива
- од турске ријечи „арба“ — таљиге, јер су у прошлости на том простору стојали мајстори и трговци са истока, продајући робу.

## Историја
Арбат је добио звање улице око 1592. године, када је око Москве изграђен нови заштитни обруч — земљани насип. У 17. вијеку Арбат је постао трговачка улица. Године 1658, указом цара Алексеја Михајловича, улица је добила име „Смоленскаја“, али то име није прихваћено у народу и данас се користи само за продужетак те улице кад се крене ка Бородинском мосту.
1880их година у Арбату је почео да ради коњски трамвај, а 1908. године је пуштен први електрични трамвај.
Године 1974. група архитеката под руководством Алексеја Гутнова и З. Харитоновоја почела је разраду пројекта претварања Арбата у пјешачку зону. Студија изводљивости је завршена 1978. године. Пројекат није обухватао само укидање аутомобилског саобраћаја из улице, него и свеопште уређење улице и рестаурацију фасада зграда. 1979. године пројекат је одобрен да би први стадијум реконструкције био завршен 1985. године.
У данашње вријеме ова улица је једно од средишта туристичких посјета Москви.

## Здања
Вјероватно најоригиналнији споменик нове градње у овој улици је Мелњикова палата. Ту се такође налази и огромна зграда Министарства спољњих послова Русије. На рачун нових зграда, многе старе цркве из овог дијела града су срушене, укључујући Цркву св. Николе која је сматрана за један од најљепших примјера градње Годунововог стила.
Стари Арбат је тренутно украшен бројним уличним свјетиљкама постављеним 1986. године. Неколико статуа, попут статуе принцези Турандот испред Вахтанговог позоришта, пјеснику Александру Пушкину и народном пјевачу из времена Совјетског Савеза Булату Окуџави који је написао неколицину страсних пјесама о овој улици. У вријеме Перестројке ово мјесто је било главно састајалиште разних омладинских покрета, као и музичара и умјетника. Зид помена Виктору Цоју је један од елемената ове улице који подсјећа на те бурне године, те се ту и данас скупљају бројни млади да свирају његове пјесме и пјесме других руских пјевача.
У Старом Арбату су смјештени и бројни ресторани, кафићи и друге услужне радње. Већина је окренута ка туристима, док их становници Москве обично сматрају прескупим и мање квалитетним од бројних других мјеста за одмор у граду. Међу овим услужним мјестима се, међутим, налази и неколико која су окренута ка радничкој класи, попут „Кружке“, „Праима“ и „Му-муа“.